# Онондага (округ)
Округ Онондага (англ. Onondaga County) — округ штата Нью-Йорк, США. Население округа на 2000 год составляло 458 336 человек. Административный центр округа — город Сиракьюс.

## История
Округ Онондага основан в 1792 году. Источник образования округа Онондага: округ Херкимер.

## География
Округ занимает площадь 2087,5 км².

## Демография
Согласно переписи населения 2000 года, в округе Онондага проживало 458 336 человек. По оценке Бюро переписи населения США, к 2009 году население уменьшилось на 0,8 %, до 454 753 человек. Плотность населения составляла 217,8 человека на квадратный километр.